# ゲスバンド
ゲスバンドは、日本のロックバンド。2011年に結成。

## 概要
2011年結成。橋本の前身バンドであるCreepy pop解散を期に結成。
ロマンシングハードコアを自称し、強靭なリズム、メロディアスなギター、音階を超越したボーカルで東京の夜を猥雑に盛り上げる事を目的に活動。

## メンバー
橋本
ボーカル担当。
初期メンバー。結成当初はギターボーカルを担当していた。
バンドの楽曲のイニシアチブを握る。
高野
ギター担当。
初期メンバー。かつてはうみのて、大森靖子&THEピンクトカレフ、古都の夕べ、 SuiseiNoboAzとしても活動していた。
ゲーム音楽に多大なる影響を受けており、鍵盤も弾ける。
カネコ
ベース担当。
2022年加入。メンバー募集に応募して即加入となる。
ゲスバンドのライブは動画でしか見たことがなく、スタジオに入るまでメンバーとの面識もなかった。
マスダシン
ドラム担当。2015年加入。
科楽特奏隊、VOFGLAU、高野京介と続1997年、なの小夕子、横田惟一郎など、数多のバンド、シンガーに参加している。
井上
ギターとコーラス担当。2015年加入。
元スタッフ。

## 略歴
2011年
橋本、高野、鶴岡、シムラで結成。初ライブは東高円寺UFOclubにて行われた。
シムラ脱退。ベースとしてサコが加入。
結成イベントとして9月25日に下北沢THREE & BASEMENT BARにて〈メイクラブ１〉を開催。
当時の模様がYoutubeにダイジェストとしてあがっている。
2014年
5月17日に東京・高円寺Studio DOMで自主企画〈メイクラブ3〉を開催。
お茶割飲み放題込みでチケット代は1000円。さらに出入り&持ち込み自由、予約不要というシステムで開催。
後にゲスバンドの代名詞的な恒例イベントとなる。
9月15日に埼玉・埼玉スタジアム2002内のコンコースで開催される音楽イベント「ぐるぐる回る2014」に出演。
9月17日に2ndミニ・アルバム『Sexy7』をリリース。
レコ発イベント〈メイクラブ4〉を、10月12日深夜に新宿LOFT Barで開催する。
2015年
6月13日に東京・高円寺スタジオDOMで自主企画〈メイクラブ5〉を開催。
マンネリ脱却のため、当時サポートだったマスダシンとスタッフだった井上が加入。6人編成となる。
東京・武蔵野美術大学 鷹の台キャンパス 体育館特設ステージで10月24日から26日までの3日間開催されるフェス型ライブイベント「オトトヒト」に出演。
2016年
5月20日に初の映像作品「ザ・ノンフィクション伝説1」をリリース。
10月8日に東京・高円寺スタジオDOMで自主企画〈メイクラブ・ドムスタファイナル〉を開催。
Qomolangma Tomato、フジロック出演を果たしたThe Taupeなどが出演。
2017年
鍵垢のバンドアカウントを開設。
カナダのロックフェスへの出演権を賭けた決勝戦に勝ち進むも、惜しくも敗退。
そのときのライブ映像がYoutubeにアップされている。
11月5日、ライヴハウス大塚Hearts＋主催のサーキット・イベント〈秋のYOIMACHI〉に出演。
2018年
5月6日に東京・下北沢THREEと下北沢BASEMENT BARにて、居酒屋「光の森」2周年イベント「光の森フェス2018」に出演。
5月27日に東京・西荻窪FLATで自主企画〈メイクラブ7〉を開催。
メンバーチェンジを経てスタジオ・レコーディングされた4年ぶりの新作音源『DEEP LOVE ep.』を11月5日に開催する共同企画からリリース。
発売を前に、彼らにとって初のMVとなる同作の表題曲『DEEP LOVE』のMVが公開された。
2022年
メンバー募集の末、新Ba.カネコ加入。
年末の仙台ライブにて正式復活。
2023年
復活を期に精力的に活動。
数年ぶりの自主企画『メイクラブ2023』を開催。

## ディスコグラフィー

### アルバム
|        | 発売日         | タイトル                    | 規格品番   | 収録曲 |
| ------ | -------------- | --------------------------- | ---------- | --- |
| 1st    | 2013年1月19日  | to Heart                    | GSSBND-01  | 1. The Last Song 2. baton Q 3. Justice No.1 4. Pyong Young 5. Final Fight 6. too Hurt                                                          |
| 2nd    | 2014年09月17日 | Sexy7                       | OMC11      | 1. サマータイムブルース 2. ハーレムビート 3. Hey!トム・ヨーク 4. Enjoy2014 5. ハッピーファミリープラン 6. 橋本インパクト 7. やさしさラウドネス |
| 1st EP | 2017年7月23日  | カリフォルニアドリーム e.p. | GSSBND-002 | 1. カリフォルニアドリーム 2. アトランティス |
| 2nd EP | 2018年11月5日  | DEEP LOVE e.p.              | GSSBND-003 | 1. PUNI☆CHUPA 2. DEEP LOVE 3. BEST KID |